# بدیلیان
بدیلیان، روستایی از توابع بخش چغامیش شهرستان دزفول در استان خوزستان ایران است.

## جمعیت
این روستا در دهستان خیبر قرار دارد و براساس سرشماری مرکز آمار ایران در سال ۱۳۸۵، جمعیت آن ۴۰۰ نفر (۷۵خانوار) بوده‌است.